# Grigol Abașidze
Grigori Grigorievici Abașidze (în georgiană: გრიგოლ აბაშიძე, în rusă: Григол (Григорий) Григорьевич Абашидзе) (n. 1 august/19 iulie, stil vechi 1914, Chiatura - d. 29 iulie 1994, Tbilisi) a fost un poet și traducător  georgian.
Împreună cu A.V. Abașeli, a compus textul imnului național al fostei R.S.S. Gruzină. A tradus în limba georgiană din operele lui Vladimir Maiakovski și Mihai Eminescu.
A fost distins cu Premiul de Stat al URSS.

## Opera
- 1938 -- Primăvara în orașul negru
- 1949 -- La hotarul de miazăzi